# Vasile Luca
Vasile Luca, ursprungligen László Luka, född 8 juni 1898 i Szentkatolna, död 23 juli 1963 i Aiud, var en rumänsk och sovjetisk politiker. Han var en ledande medlem i Rumänska kommunistpartiet (PCR) från 1945 till tidigt 1950-talet samt finansminister i Rumänska folkrepubliken 1947–1952.

## Biografi
Luca tillhörde den ungerska minoriteten i Rumänien. Han blev medlem i PCR vid grundandet 1921, och satt från 1938 i partiets centralkommitté. Under 1920- och 1930-talet kom han flera gånger att fängslas för sin politiska aktivitet av kung Carol II:s regim. Efter att Sovjetunionen annekterat Bessarabien och de norra delarna av Bukovina år 1940 frigavs Luca och erhöll sovjetiskt medborgarskap. Samma år blev han medlem i det sovjetiska kommunistpartiet samt i Ukrainska SSR:s högsta sovjet.
Under andra världskriget förblev Luca i exil i Sovjetunionen, där han arbetade för Komintern och var med och grundade en rumänskspråkig radiostation. Från 1943 var han med och organiserade rumänska krigsfångar i militärdivisionen "Tudor Vladimirescu" för att strida mot Nazityskland. Luca återvände till Rumänien tillsammans med Röda armén i augusti 1944 och kom där att inneha flera höga poster, bland annat som sekreterare i centralkommittén och medlem i politbyrån inom PCR samt finansminister i Petru Grozas regering från 1947. 
Inom PCR var han en ledande företrädare för den stalinistiska flygeln under ledning av Ana Pauker, i motsättning till Gheorghe Gheorghiu-Dejs "nationella" falang. Efter att Gheorghiu-Dej säkrat Sovjetunionens stöd avsattes Luca från finansministerposten 1952 och uteslöts ur partiet, officiellt på grund av en misslyckad penningreform han genomfört som finansminister. I likhet med Pauker och andra ledande företrädare för den stalinistiska falangen greps han och dömdes 1954 till livstids fängelse. Han avled i fängelse 1963; han blev postumt rehabiliterad 1968, under Nicolae Ceaușescus regim.